# Dichelopa panoplana
Dichelopa panoplana là một loài bướm đêm thuộc họ Tortricidae. Nó được tìm thấy ở Úc, ở đó nó widespread in semiarid areas từ miền nam Queensland tới Nam Úc.
Ấu trùng ăn các loài Dodonaea.